# Florian Kryski
Florian Kryski herbu Prawdzic (zm. po 1589 roku) – wojski zakroczymski.
Poseł województwa mazowieckiego na sejm parczewski 1564 roku, poseł ziemi zakroczymskiej na sejm 1570 roku, poseł na sejm konwokacyjny 1573 roku, podpisał akt konfederacji warszawskiej. Poseł ziemi zakroczymskiej na sejm 1576/1577 roku, sejm 1578 roku, sejm 1579/1580 roku, sejm 1585 roku, sejm pacyfikacyjny 1589 roku. Podpisał traktat bytomsko-będziński.